# Mark English
Mark English (Letterkenny, 18 de marzo de 1993) es un deportista irlandés que compite en atletismo, especialista en las carreras de mediofondo.
Ganó dos medallaa de bronce en el Campeonato Europeo de Atletismo, en los años 2014 y 2022, y tres medallas en el Campeonato Europeo de Atletismo en Pista Cubierta entre los años 2015 y 2025.
Estudió Medicina en el University College Dublin (UCD).

## Palmarés internacional
| Campeonato Europeo                   | Campeonato Europeo       | Campeonato Europeo | Campeonato Europeo |
| Año                                  | Lugar                    | Medalla            | Prueba             |
| ------------------------------------ | ------------------------ | ------------------ | ------------------ |
| 2014                                 | Zúrich (Suiza)           | Medalla de bronce  | 800 m              |
| 2022                                 | Múnich (Alemania)        | Medalla de bronce  | 800 m              |
| Campeonato Europeo en Pista Cubierta |                          |                    |                    |
| Año                                  | Lugar                    | Medalla            | Prueba             |
| 2015                                 | Praga (República Checa)  | Medalla de plata   | 800 m              |
| 2019                                 | Glasgow (Reino Unido)    | Medalla de bronce  | 800 m              |
| 2025                                 | Apeldoorn (Países Bajos) | Medalla de bronce  | 800 m              |